# Madrid Club de Fútbol 1932-1933
Questa voce raccoglie le informazioni riguardanti il Real Madrid Club de Fútbol nelle competizioni ufficiali della stagione 1932-1933

## Stagione
Nella stagione 1932-1933 il Madrid Club de Fútbol difese il titolo vinto nella stagione precedente dopo aver lottato nel girone di andata contro l'Espanyol e aver dominato la seconda parte del campionato. La squadra andò inoltre vicina al doble perdendo la finale del Trofeo Presidente de la II República contro l'Athletic Club.

## Rosa
| N. |                   | Ruolo | Calciatore         |
| -- | ----------------- | ----- | ------------------ |
|    | Spagna (bandiera) | P     | Ricardo Zamora     |
|    | Spagna (bandiera) | D     | Jacinto Quincoces  |
|    | Spagna (bandiera) | D     | Ciriaco Errasti    |
|    | Spagna (bandiera) | D     | Félix Quesada      |
|    | Spagna (bandiera) | D     | Francisco Gómez    |
|    | Spagna (bandiera) | C     | Juan Marrero Pérez |
|    | Spagna (bandiera) | C     | Pedro Regueiro     |
|    | Spagna (bandiera) | C     | Luis Regueiro      |
|    | Spagna (bandiera) | C     | Luis Valle         |

| N. |                       | Ruolo | Calciatore        |
| -- | --------------------- | ----- | ----------------- |
|    | Spagna (bandiera)     | C     | Manuel Gurruchaga |
|    | Spagna (bandiera)     | C     | Antonio León      |
|    | Porto Rico (bandiera) | C     | Eduardo Ordóñez   |
|    | Spagna (bandiera)     | A     | Josep Samitier    |
|    | Spagna (bandiera)     | A     | Jaime Lazcano     |
|    | Spagna (bandiera)     | A     | Eugenio Hilario   |
|    | Spagna (bandiera)     | A     | Manuel Olivares   |
|    | Spagna (bandiera)     | A     | Luis Olaso        |

## Statistiche

### Statistiche di squadra
| Competizione           | Punti | Totale | Totale | Totale | Totale | Totale | Totale | DR  |
| Competizione           | Punti | G      | V      | N      | P      | Gf     | Gs     | DR  |
| ---------------------- | ----- | ------ | ------ | ------ | ------ | ------ | ------ | --- |
| Primera División       | 28    | 18     | 13     | 2      | 3      | 49     | 17     | +32 |
| Trofeo de la República | -     | 9      | 7      | 1      | 1      | 36     | 5      | +31 |
| Totale                 | -     | 27     | 20     | 3      | 4      | 85     | 22     | +63 |

### Statistiche dei giocatori
| Giocatore   | Primera División | Primera División |
| Giocatore   | Presenze         | Reti             |
| ----------- | ---------------- | ---------------- |
| Errasti     | 16               | ?                |
| Gómez       | 1                | ?                |
| Gurruchaga  | 14               | 2                |
| Hilario     | 16               | 6                |
| Lazcano     | 4                | 2                |
| León        | 8                | ?                |
| Marrero     | 18               | 5                |
| Olaso       | 10               | 2                |
| Olivares    | 14               | 15               |
| Ordóñez     | 1                | ?                |
| Quesada     | 2                | ?                |
| Quincoces   | 18               | ?                |
| P. Regueiro | 18               | ?                |
| L. Regueiro | 17               | 13               |
| Samitier    | 6                | 3                |
| Valle       | 17               | ?                |
| Zamora      | 18               | ?                |